# Brooks Reynolds
Brooks Reynolds (Burlington, ...) è un fotografo e regista canadese, particolarmente attivo in ambito musicale, dove ha collaborato con band come Counterparts e Silverstein. Le sue opere sono contraddistinte da un uso molto particolare e studiato degli effetti luminosi.

## Carriera
Dopo aver studiato fotografia alla high school, muove i primi passi come regista amatoriale, producendo i filmini dei matrimoni e video per band locali composte da amici suoi, come gli Everlea. Nel 2009 lancia un sito chiamato We Are Sleeping Giants (), in cui carica 48 fotografie correlate col tema delle notti d'estate, momenti magici di cui ognuno conserva un ricordo misterioso ed indelebile. La musica di sottofondo è una cover acustica di Night of the Creeps dei Recover, riarrangiata dagli Everlea.
Ha esposto le sue fotografie ad una mostra chiamata Mountains nel 2009, a Toronto, poi ripetuta a luglio del 2010, e ad una chiamata Foveo Defero a San Diego a febbraio 2010. Nello stesso anno, ha organizzato un'asta benefica con l'aiuto di Silverstein e Circa Survive per aiutare le popolazioni di Haiti.
Nel 2011 ha partecipato ai MuchMusic Video Award assieme all'amico Justin Dubé nel concorso per video di cover, realizzando una versione di When the Night Feels My Song dei Bedouin Soundclash. Ad inizio anno ha anche esibito alcuni suoi scatti per la nuova esposizione di Mountains a Toronto. Durante il Warped Tour 2011 ha avuto l'opportunità di effettuare un servizio fotografico con la band We Came as Romans. Inoltre, ha diretto un video per Jumping Ship della band emergente Counterparts.
Nel 2012 ha filmato un video per la canzone Distance Kills dei Nolita Knights utilizzando una metodologia particolare: invece di girare, come è tradizionalmente fatto, il video nell'arco di una sola giornata, Reynolds ha filmato il video in una foresta durante vari periodi dell'anno, catturando così i mutamenti stagionali dell'ambiente. Il 2012 è stato un anno importante anche grazie al video girato per Forget Your Heart dei Silverstein, per i quali aveva precedentemente scattato le fotografie per l'artwork di Rescue. Oltre ai Silverstein, ha raffigurato artisti come Anthony Green dei Circa Survive oltre ai Circa Survive stessi, The Weakerthans, Jesse Clegg, The Reason e i Polar Bear Club.
Tra gli artisti cui ha dichiarato di ispirarsi, troviamo Ryan McGinley, Jacques Olivar, Arnold Newman, Gregory Crewdson, Alex Prager, Kris Knight, Aron Wiesenfeld e David Fincher.

## Filmografia

### Video musicali
- 2008 - Everlea - Cut & Dried
- 2009 - Justin Dubé - A Day Late, a Dollar Short (acoustic cover dagli Hanoi Rocks)
- 2009 - Justin Dubé - Sweet Sweet (acoustic cover dagli Smashing Pumpkins)
- 2009 - Everlea - Cigarettes
- 2009 - Everlea - Worried Well (acoustic version)
- 2009 - Justin Dubé - A Long December (acoustic cover dai Counting Crows)
- 2010 - Justin Dubé e Maggie Eckford - Be Mine! (acoustic cover da Robyn)
- 2010 - Justin Dubé - Fake Empire (acoustic cover dai The National)
- 2010 - Justin Dubé - Nighttiming (acoustic cover dai Coconut Records)
- 2010 - Justin Dubé e Maggie Eckford - Strong Enough (acoustic cover da Sheryl Crow)
- 2010 - Justin Dubé - Twilight (acoustic cover da Elliot Smith)
- 2010 - Everlea - Hold It In
- 2010 - Everlea - Impossible
- 2010 - Everlea - Right But Wrong
- 2010 - Everlea - Shelter
- 2010 - The Reason - My Love Is Gone
- 2010 - The Reason - That's All I Know
- 2010 - The Reason - Where Do We Go From Here?
- 2011 - City & Color - Natural Disasters
- 2011 - Counterparts - Jumping Ship
- 2011 - Justin Dubé - Magic
- 2011 - Justin Dubé e Maggie Eckford - Maps
- 2011 - Justin Dubé - Set Fire to the Rain (acoustic cover da Adele)
- 2011 - Justin Dubé - The Scientist (acoustic cover dai Coldplay)
- 2011 - Justin Dubé - We Found Love (acoustic cover da Rihanna)
- 2011 - Justin Dubé - When the Night Feels My Song (acoustic cover dai Bedouin Soundclash)
- 2011 - Justin Dubé - When You Were Young (acoustic cover dai The Killers)
- 2011 - Alexander Fairchild - Place Is You
- 2011 - Maggie Eckford - Asleep
- 2011 - The Reason - Longest Highway Home
- 2011 - The Reason - On My Own (cover dagli Hollerado)
- 2012 - Brighter Brightest - Right for Me
- 2012 - Justin Dubé - Broken
- 2012 - Justin Dubé - This Kiss (acoustic cover da Carly Rae Japsen)
- 2012 - Justin Dubé - You Won't Be Alone
- 2012 - Nolita Knights - Distance Kills
- 2012 - Silverstein - Forget Your Heart

### Spot
- 2010 - Fanshawe College,[17] college a London
- 2011 - Mata Mata,[18] negozio di tatuaggi a Hamilton
- 2012 - Hamilton Tiger-Cats, squadra di football canadese di Hamilton